# Hello (Lionel Richie)
Hello è una canzone pop-R&B, scritta ed incisa da Lionel Richie nel 1983 e facente parte del secondo album da solista del cantante Can't Slow Down.
Si tratta della seconda hit di Richie dopo l'uscita dai Commodores: il singolo, prodotto dallo stesso Lionel Richie e da James Carmichael e uscito su etichetta Motown Records, raggiunse il primo posto delle classifiche nel Regno Unito e negli Stati Uniti.
Numerosi artisti hanno in seguito inciso una cover del brano.

## Storia
Ad ispirare la composizione del brano furono le esperienze giovanili di Lionel Richie, che soleva fermarsi sulle panchine di un parco osservando le belle donne che passavano, alle quali avrebbe voluto dire "Hello! Is it me you are looking for?" (frase ripresa nel testo del brano), ovvero "Salve! Sono io colui che stai cercando?", ma non osava farlo per timidezza.
Il brano fu registrato presso gli Ocean Way Studios di Los Angeles.
Inizialmente il brano avrebbe dovuto far parte del primo album da solista di Richie, che poi decise di non includerla. Decise tuttavia di includerlo nel suo secondo album da solista Can't Slow Down, visto che il brano piaceva molto a Brenda Richie, la moglie del cantante.
Richie ebbe in seguito un contenzioso, poi da lui vinto, con l'autrice Marjorie White, secondo la quale il brano sarebbe basato su una canzone da lei scritta nel 1978, ovvero I'm Not Ready to Go.

## Testo & Musica

### Testo
(Hello (1983))
Si tratta di una canzone d'amore: un uomo innamorato chiede ad una donna come può fare per conquistare il suo cuore e vuole dire tante volte "ti amo".

### Musica
Il testo è accompagnato da una melodia malinconica.

## Tracce

### 45 giri (Versione 1)
1. Hello - 4:07
2. All Night Long (All Night) - 4:35

### 45 giri (Versione 2)
1. Hello - 4:07
2. You Mean More to Me - 3:06

## Video musicale
Il video musicale fu diretto da Bob Giraldi.
Nel video musicale, Lionel Richie veste i panni di un insegnante, il Signor Reynolds, che si innamora di una studentessa non vedente di nome Laura (interpretata dall'attrice ventiseienne Laura Carrington).
La storia di questo video fu piuttosto travagliata: Richie protestò con il regista, in quanto la storia del video non aveva molto a che fare con il testo del brano; Giraldi rispose quindi piccato al cantante, dicendo che spettava a lui, non all'interprete, la creazione della storia.
Il video di Hello fu inoltre votato come il peggior video musicale di sempre da un gruppo di 8.000 ascoltatori del canale musicale britannico The Box.

## Classifiche

### Classifiche settimanali
| Classifica (1984)                | Posizione massima |
| -------------------------------- | ----------------- |
| Australia                        | 1                 |
| Austria                          | 3                 |
| Belgio (Fiandre)                 | 1                 |
| Canada                           | 1                 |
| Finlandia                        | 6                 |
| Francia                          | 25                |
| Germania                         | 2                 |
| Irlanda                          | 1                 |
| Norvegia                         | 5                 |
| Nuova Zelanda                    | 1                 |
| Paesi Bassi                      | 1                 |
| Regno Unito                      | 1                 |
| Stati Uniti                      | 1                 |
| Stati Uniti (adult contemporary) | 1                 |
| Stati Uniti (R&B)                | 1                 |
| Sudafrica                        | 5                 |
| Svezia                           | 6                 |
| Svizzera                         | 1                 |

### Classifiche di fine anno
| Classifica (1984) | Posizione |
| ----------------- | --------- |
| Australia         | 8         |
| Austria           | 16        |
| Belgio (Fiandre)  | 9         |
| Canada            | 11        |
| Germania          | 27        |
| Paesi Bassi       | 5         |
| Regno Unito       | 7         |
| Stati Uniti       | 7         |
| Svizzera          | 5         |

## Cover
Tra i cantanti o gruppi che hanno inciso o eseguito una cover del brano, figurano (in ordine alfabetico):
- Ronnie Aldrich e la sua orchestra
- Giórgos Alkeos
- Paul Anka
- Christian Bakotessa
- Gary Barlow
- Howard Carpendale
- Michael Chapdelaine
- Richard Clayderman
- Ernestine
- FORK
- Hubertus von Garnier
- Cast di Glee
- André Hazes (versione in olandese Ik hou van jou[6])
- James Last
- Mireille Mathieu (1984; versione in francese Allô)
- Julia Migenes
- Northern Kings
- Phil Perry
- Ibo
- The Shadows
- Luther Vandross
- Jan Vayne
- Demi Lovato
- Dimash Kudaibergen
- Franco Simone (2003, versione in italiano, Solo se mi vuoi)